# Тисовець (Ліський повіт)
Тисовець (пол. Cisowiec) — давнє українське село на перетині етнічних українських територій Лемківщини і Бойківщини. Зараз знаходиться в Польщі, у гміні Балигород Ліського повіту Підкарпатського воєводства. Розташоване в пасмі гір Західних Бескидів, недалеко від кордону зі Словаччиною та Україною. Населення — 64 особи (2011).

## Назва
Нинішня назва села з'явилася в 1567 ріці. Спочатку звучало Зисовець (Thisowiecz) на 1552 і Тисів (Cisów) на 1553 р.

## Історія
Перша згадка про поселення з 1552 року. Село населяли князь і 17 родин, а на його території працювали млини. До 1772 р. село знаходилося в Сяноцькій землі Руського воєводства.
У 1772-1918 рр. село було у складі Австро-Угорської монархії, у провінції Королівство Галичини та Володимирії. На 1785 р. селу належало 3.99 км² земель і проживало 78 греко-католиків і 12 римо-католиків. Згідно австрійських кадастрових відомостей Йосифинської метрики на 1787 рік в селі проживали наступні родини (за прізвищами): Ядлош (Jadlosh), ...
У 1919-1939 рр. село входило до Ліського повіту Львівського воєводства. В 1921 р. в селі було 32 будинки і 180 мешканців (греко-католиків). На 01.01.1939 у селі було 260 жителів (240 українців-грекокатоликів, 5 українців-римокатоликів і 15 євреїв). Село належало до Ліського повіту Львівського воєводства.
Після Другої світової війни українське населення переселене насильно до СРСР.
У 1975-1998 роках село належало до Кросненського воєводства.

Церква Успіння Богородиці в Тисовці

### Церква Успіння ПреСвятої Богородиці
Церква мурована філіальна, парафії с. Мхава Балигородського Деканату, була побудована й освячена в 1830 р. Ймовірно, до цього часу існувала інша дерев'яна церква. Оновлена і знову освячена в 1897 р., новий іконостас виконав Павліковський з м. Перемишля. Наступні оновлення відбулися в 1929 і 1937 рр. Церква не була орієнтована. Стояла на осі північ-південь. Можна припустити, що при будівлі нової мурованої церкви стара дерев'яна ще стояла. Стара церква довго слугувала, як дзвіниця. Після 1945 р. мурована церква була розібрана. На місці церкви стоїть новий костел. В Історичному Музеї м. Сянік зберігаються ікони з цієї церкви — Остання Вечеря (1697 р.), Матір Божа (18 ст.), а також Св. Архангел Михаїл і Матір Божа з немовлям (18 ст.). Дзвіниця була дерев'яна 18 ст. або старіша у стилі лемківської церкви. Стояла на відстані близько 10 м на захід від мурованої церкви. Впала в 1980-х рр. На церковному цвинтарі зберігся один надгробок і декілька земляних могил, а також рештки мура.
Кількість вірних прихожан:
1840 — 115 осіб, 1859 — 243 осіб, 1879 — 206 осіб, 1899 — 175 осіб, 1926 — 226 осіб, 1936 — 265 осіб.

## Сучасність
Сьогодні проживає близько 50 осіб, в основному фермерів і лісників. На мальовничому пагорбі є невеликий костел і старий греко-католицький цвинтар, поруч також кам'яна каплиця.

## Демографія
Демографічна структура станом на 31 березня 2011 року:
|          | Загалом | Допрацездатний вік | Працездатний вік | Постпрацездатний вік |
| -------- | ------- | ------------------ | ---------------- | -------------------- |
| Чоловіки | 34      | 10                 | 21               | 3                    |
| Жінки    | 30      | 7                  | 18               | 5                    |
| Разом    | 64      | 17                 | 39               | 8                    |

## Відомі особистості
В селі народився:
- Гула Євген Петрович (* 1945) — український живописець і графік.